# Mondamin (Iowa)
Mondamin est une ville du comté de Harrison, en Iowa, aux États-Unis. Elle est fondée durant l'hiver 1867–1868 et incorporée le 23 décembre 1881.

## Source de la traduction
- (en) Cet article est partiellement ou en totalité issu de l’article de Wikipédia en anglais intitulé « Mondamin, Iowa » (voir la liste des auteurs).